# Línia 4 del metro de París
La línia 4 del metro de París és una de les setze línies del metro de París. Es troba totalment dins el límits de la capital, la terminal nord és Porte de Clignancourt i la sud Porte d'Orléans, i travessa el centre de París. Té una longitud de 10,6 quilòmetres i té correspondència amb totes les línies del metro, menys la 3bis i 7bis, i totes les línies de RER. És la segona línia pel que fa al nombre de viatgers després de la línia 1, amb 154 milions de viatgers el 2004.
La línia 4 va ser la primera línia a donar servei a la riba dreta de París en travessar el riu Sena. Es preveu ampliar la línia fins a l'estació de Mairie de Montrouge.

## Història

### Cronologia
- 21 d'abril de 1908: posada en funcionament del tram entre Porte de Clignancourt i Châtelet
- 30 d'octubre de 1909: obertura del tram entre Raspail i Porte d'Orléans
- 9 de gener de 1910: posada en servei de tota la línia integral
- Octubre 1966 a octubre 1967: conversió de la línia a material rodant pneumàtic
- 17 de juliol de 1967: inici de l'explotació amb el nou material rodant MP 59
- 3 d'octubre de 1977: desviació de la via cap a la nova estació les Halles
- 6 d'agost de 2005: un indendi a Simplon intoxica a 19 persones

* Previsió 2012: perllongament fins a Mairie de Montrouge